# Gonzalo Pizarro
Gonzalo Pizarro   (Trujillo, 1502 (Gregorià) - Cusco, 10 d'abril de 1548 (Gregorià)) va ser un conquistador espanyol que va conquerir l'imperi inca. Era germà de Francisco Pizarro.

## Biografia
Gonzalo Pizarro acompanya, el 1530, el seu germà Francisco durant la seva tercera expedició per a la conquesta del Perú. Són quatre germans; a més a més de Francisco, és germà d'Hernando Pizarro i Juan Pizarro. És un dels lloctinents de Francisco i és igualment conegut per ser un dels conquistadors més corromputs, brutals i despietats del nou continent.
Després que l'emperador inca Atahualpa fos capturat a la batalla de Cajamarca i posteriorment executat, els germans Pizarro i els seus seguidors van marxar cap a la capital inca de Cuzco per completar la conquesta, capturant la ciutat el 15 de novembre de 1533 després d'una breu batalla amb les forces inques comandades per Quizquiz. aguantant-lo després de derrotar prèviament el govern central i massacrar la noblesa del Cuzco. Gonzalo, i el seu germà Juan, van ser nomenats regidors de la ciutat el 24 de març de 1534.
Entre Francisco Pizarro i Diego de Almagro, sorgeixen desacords en relació amb la seva actitud sobre l'Imperi Inca que acaben de conquerir. En conseqüència, Almagro deixa Cusco el 1534 i el rei d'Espanya Carles V li demana d'explorar la regió meridional del Perú (actualment Xile) per trobar-hi tresors. Després de la seva sortida, Gonzalo i Juan són nomenats per Francisco, soldats de la guarnició de Cusco sense que Diego de Almagro ho sàpiga.
Gonzalo i Juan Pizarro prenen el comandament de Cusco i vetllen perquè les seves regles siguin respectades. Durant aquest temps, Francisco explora la costa occidental del Perú i funda, en 1535, la ciutat de Lima. Gonzalo, Juan i Hernando no es preocupen de regnar com a dictadors, utilitzant la corrupció i la brutalitat fins a torturar i executar els que es neguen a sotmetre's a les normes espanyoles. Manco es va enfadar per la conducta dels espanyols cap a les dones incas, sobretot després que Gonzalo violés la seva reina i germana-esposa Cura Ocllo. A causa de totes aquestes regles, l'Inca Manco Inca comença una rebel·lió; lluita per a la igualtat dels drets i exigeix la supressió de les lleis espanyoles. Combat els espanyols i s'apodera temporalment de Cusco el 6 de maig de 1536. Però serà després batut per un exèrcit espanyol més fort dirigit per Gonzalo i Juan.
Quan Diego de Almagro torna de Xile decebut de no haver trobat res, captura el 1537 Gonzalo i Hernando Pizarro. Que més tard aconsegueixen escapar-se i ajuntar-se amb Francisco Pizarro a Lima. Quan s'assabenten que Almagro vol ocupar Cusco, marxen contra ell a la batalla de las Salinas l'abril de 1538. En el transcurs d'aquests esdeveniments, Almagro marxa a Lima per negociar amb Francisco per posar-se d'acord sobre el comandament de Cusco. Tanmateix, Gonzalo i Hernando han sentit parlar de les intencions d'Almagro. Organitzen un tribunal contra ell, i el condemnen per traïció. Diego de Almagro és executat el 8 de juliol de 1538 per ordre d'Hernando.

### Expedicions amb Francisco de Orellana

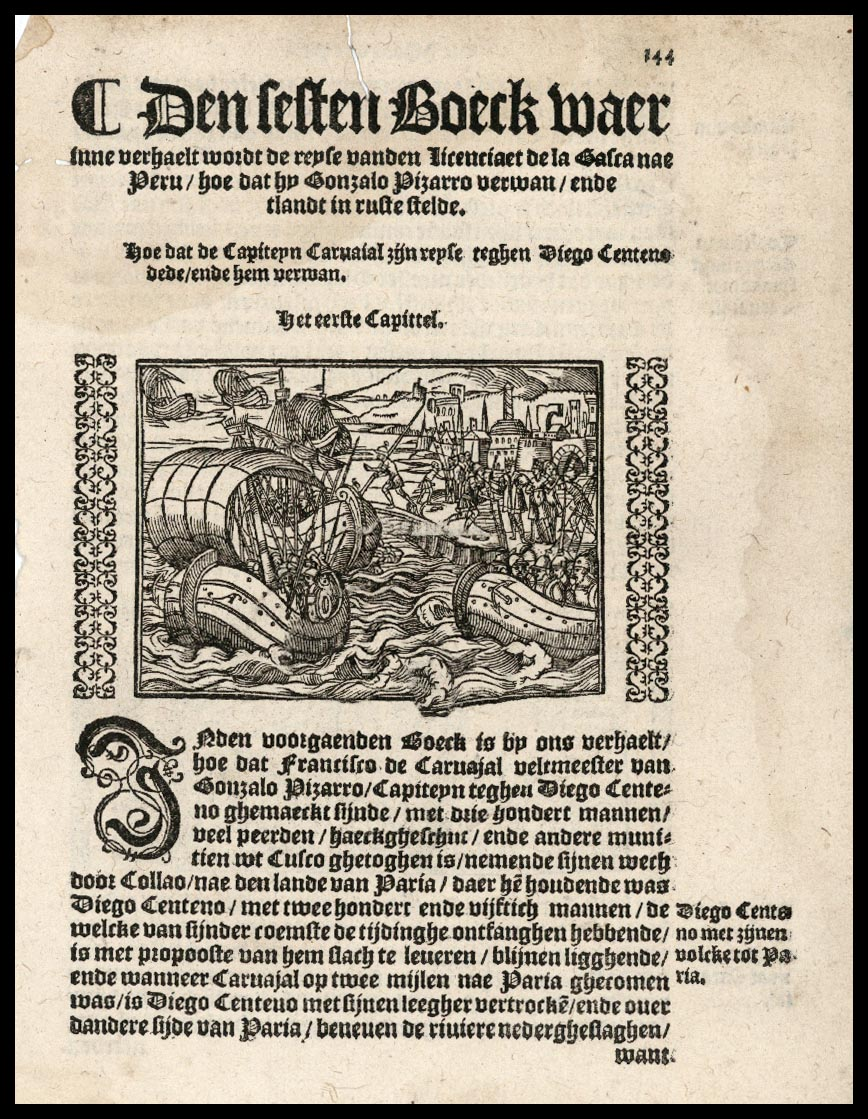
Gonzalo Pizarro navegant pel Perú. Litografia de 1554

El 1541, Gonzalo és declarat governador de Quito. Per ordre de Francisco Pizarro, ha de dur una expedició a l'est de Quito amb Francisco de Orellana amb l'objectiu de trobar canyella. Per això, Gonzalo pot reclutar fins a 220 espanyols i 4 000 indígenes de Quito. El sots-comandant, Orellana, és enviat a Guayaquil amb l'objectiu de reclutar més tropes i d'obtenir més cavalls. Gonzalo Pizarro i els seus homes abandonen Quito el febrer de 1541, un mes abans que Orellana torni amb 23 homes suplementaris i diversos cavalls. Es troben el març a la vall de Zumaco i comencen la seva marxa a través de la Serralada dels Andes. Després d'haver seguit els rius Coca i Napo, troben que els falten provisions. Aproximadament 140 espanyols sobre els 220 i 3.000 indígenes sobre els 4.000 havien mort. El febrer de 1542, prenen una decisió. Orellana va, amb 50 homes, navegant cap al sud del riu Napo a la recerca d'aliments. Adonant-se que la seva expedició és un fracàs, Gonzalo decideix prendre la carretera del nord per arribar a Quito amb els 80 homes restants, deixant així l'èxit a Orellana que acaba descobrint i explorant el riu Amazones.

### Últims anys
A la seva tornada a Quito, Gonzalo rep la notícia que els almagristes dirigits per Almagro el Jove, el fill de Diego de Almagro, han assassinat Francisco Pizarro el 26 de juny de 1541 per venjar-se d'haver matat Diego de Almagro. L'enviat especial de Carles V, Cristóbal Vaca de Castro, arriba al Perú per posar fi a aquesta discussió. L'oferta de Gonzalo Pizarro per a la captura dels responsables de la mort del seu germà és refusada. El rei Carles V designa llavors Blasco Núñez Vela, primer virrei del Perú el 1544. Núñez proposa noves lleis ajudat de Bartolomé de las Casas; aquestes lleis protegeixen els indígenes.
Alguns dels conquistadors que viuen al Perú estan contra aquestes lleis, ja que allò significa que ja no podran utilitzar els indígenes com esclaus. Gonzalo Pizarro i Francisco Carvajal recluten un exèrcit de partidaris amb la intenció de suprimir aquestes lleis i a la batalla d'Añaquito en gener de 1546 les forces reialistes van ser derrotades i Núñez Vela decapitat, consolidant-se el poder de Gonzalo Pizarro al Perú. Tanmateix, el suport per a Gonzalo disminueix quan el nou representant del rei, Pedro de la Gasca, arriba proposant abrogar aquestes noves lleis. La major part de l'exèrcit de Gonzalo deserta just abans de la batalla de Jaquijahuana i no tenint ja cap suport de l'exèrcit, Gonzalo es rendeix i serà decapitat el 1548.